# Südafrikanische Cricket-Nationalmannschaft in England in der Saison 1929
Die Tour der südafrikanischen Cricket-Nationalmannschaft nach England in der Saison 1929 fand vom 15. Juni bis zum 20. August 1929 statt. Die internationale Cricket-Tour war Bestandteil der Internationalen Cricket-Saison 1929 und umfasste fünf Tests. England gewann die Serie 2–0.

## Vorgeschichte
Für beide Mannschaften war es die erste Tour der Saison.
Das letzte Aufeinandertreffen der beiden Mannschaften bei einer Tour fand in der Saison 1927/28 in Südafrika statt.

## Stadien
Die folgenden Stadien wurden für die Tour als Austragungsort vorgesehen.
| Stadion                     | Stadt      | Kapazität | Spiele  |
| --------------------------- | ---------- | --------- | ------- |
| Edgbaston Cricket Ground    | Birmingham | 24.803    | 1. Test |
| Headingley Stadium          | Leeds      | 17.000    | 3. Test |
| The Oval                    | London     | 23.500    | 5. Test |
| Lord’s Cricket Ground       | London     | 30.000    | 2. Test |
| Old Trafford Cricket Ground | Manchester | 19.000    | 4. Test |

## Kaderlisten
Die Mannschaften benannten die folgenden Kader.
| Test | Test |
| England | Südafrika |
| --- | --- |
| - Jack White (K) - Arthur Carr (VK) - Les Ames (wk) - Fred Barratt - Ted Bowley - Nobby Clark - George Duckworth (wk) - Kumar Duleepsinhji - Percy Fender - Tich Freeman - George Geary - Wally Hammond - Patsy Hendren - Jack Hobbs - Tom Killick - Harold Larwood - Maurice Leyland - Jack O’Connor - Walter Robins - Herbert Sutcliffe - Maurice Tate - Frank Woolley - Bob Wyatt | - Nummy Deane (K) - Sandy Bell - Jock Cameron (wk) - Bob Catterall - Jim Christy - Eric Dalton - Jacobus Duminy - Quintin McMillan - Bruce Mitchell - Denys Morkel - Arthur Ochse - Tuppy Owen-Smith - Neville Quinn - Jack Siedle - Herbie Taylor - Cyril Vincent - Edward van der Merwe (wk) |

## Tests

### Erster Test in Birmingham
| 15. – 18. Juni Scorecard | Birmingham | England 245 (81.1) & 308-4d (100) | – | Südafrika 250 (172.4) & 171-1 (59.4) |
|                          |            | Remis                             |   |                                      |

England gewann den Münzwurf und entschied sich als Schlagmannschaft zu beginnen.

### Zweiter Test in London
| 29. Juni – 2. Juli Scorecard | London (Lord’s) | England 302 (99.4) & 312-8d (82.2) | – | Südafrika 322 (131) & 90-5 (51) |
|                              |                 | Remis                              |   |                                 |

England gewann den Münzwurf und entschied sich als Schlagmannschaft zu beginnen.

### Dritter Test in Leeds
| 13. – 16. Juli Scorecard | Leeds | Südafrika 236 (100.3) & 275 (111.1) | – | England 328 (107.5) & 186-5 (52.4) |
|                          |       | England gewinnt mit 5 Wickets       |   |                                    |

Südafrika gewann den Münzwurf und entschied sich als Schlagmannschaft zu beginnen.

### Vierter Test in Manchester
| 27. – 30. Juli Scorecard | Manchester | England 427-7d (128)                          | – | Südafrika 130 (75.3) & 265 (118.4) (f/o) |
|                          |            | England gewinnt mit einem Innings und 32 Runs |   |                                          |

England gewann den Münzwurf und entschied sich als Schlagmannschaft zu beginnen.

### Fünfter Test in London
| 17. – 20. August Scorecard | London (Oval) | England 258 (101.3) & 264-1 (80) | – | Südafrika 492-8d (172) |
|                            |               | Remis                            |   |                        |

Südafrika gewann den Münzwurf und entschied sich als Feldmannschaft zu beginnen.